# Казумура
Казумура (англ. Kazumura) — лавова печера на Великому острові Гаваїв, довга і якнайглибша лавова печера у світі (глибина — 1101 м, протяжність 65,5 км).
Печера розташована в 20 км від міста Гіло, у лавових потоках вулкана Кілауеа. Верхня точка системи знаходиться на висоті 1130 м н.р.м. поблизу вершини вулкана, а нижня розташована за 32 км до північного заходу, на висоті всього 29 м н.р.м.

## Історія досліджень
У 1966 році був відкритий один з численних входів Казумури — провалля в покрівлі лавової трубки. Перша публікація, де згадувалася Казамура, вийшла в 1973 році у зв'язку з відкриттям Френсісом Ховарсом декількох нових видів троглобитів у гавайських лавових печерах. У 1981 році Британською експедицією було знято 11,7 км ходів і Казамура стала однією з найдовших лавових печер світу. Пік вивчення печери припав на середину 1990-х, коли команди спелеологів американського Національного Спелеологічного Товариства (NSS) досліджували і з'єднали декілька печер загальною протяжністю 60 км з перепадом висоти в 1100 м.